# Křenice (tvrz)
Křenická tvrz je původně renesanční tvrz přestavěná na sýpku v obci Křenice v okrese Klatovy. Tvrz bývala panským sídlem od čtrnáctého do sedmnáctého století. Později byla využívána jen k hospodářským účelům a v polovině osmnáctého století přestavěna na sýpku. Budova je od roku 1964 chráněna jako kulturní památka.

## Historie
První písemná zmínka o křenické tvrzi pochází z roku 1339, kdy Sazema z Dolan, příslušník rodu Drslaviců, prodal vesnici i s tvrzí chotěšovskému klášteru. Vesnice patřila klášteru až do husitských válek a na tvrzi sídlili klášterní manové. V letech 1408–1426 byl křenickým manem Bušek Dlesk ze Pšovlk. Roku 1450 probošt Václav prodal plat ve výši osmi kop grošů bratrům Janu Bozděchovi a Obramovi z Kamenice, další část získali roku 1455 titíž bratři a vřeskovický farář Matěj z Kosova. Díl vesnice získali v roce 1452 vladykové z Ptenína. Časem se z vesnice stal dědičný statek v majetku Václav Pětipeského z Krásného Dvora. Roku 1554 vesnici obdržel od krále Ferdinanda I. Jetřich Válecký z Vřesovic, ale aby vesnici skutečně získal, musel roku 1558 Václava Pětipeského zažalovat.
Jetřich nebo jeho syn Jakub starší z Vřesovic nechali na místě staré tvrze postavit nové renesanční sídlo. Jakub zemřel v roce 1598 a zanechal po sobě syny Jana, Smila, Jindřicha, Humprechta a Jetřicha Jakuba. Křenice získal Smil, ale roku 1615 na tvrzi sídlil Jetřich Jakub. Po porážce stavovského povstání v letech 1618–1620 se mu podařilo Křenice udržet díky pokutě, kterou zaplatil roku 1629. Jeho následníkem se stal Ferdinand Tym Kyšperský z Vřesovic, jehož synové Jan František a Petr Diviš Křenice se dvorem Býšov roku 1679 prodali Lidmile Elišce Lipovské, rozené Fremutové ze Stropčic. O jedenáct let později od ní statek koupil Jan Heřman Černín z Chudenic a připojil ho k ježovskému panství. Dalším majitelem se v roce 1738 stal hrabě Ferdinand Morzin, který vesnici převedl k merklínskému panství. Tvrz byla poté v polovině osmnáctého století přestavěna na sýpku.

## Stavební podoba
Budova sýpky má obdélníkový půdorys, dvě patra a valbovou střechu. Prosté fasády jsou členěné pouze pravidelně rozmístěnými okny, přičemž delší průčelí má pět okenních os, zatímco na kratších jsou okenní osy pouze dvě. V severním průčelí se nachází barokní pravoúhlý portál. V omítce se dochovaly stopy iluzivního členění v podobě pilastrového řádu a v místech opadané omítky jsou patrné pozůstatky renesanční sgrafitové výzdoby.